# Подвилична жлезда
Подвилична жлезда (лат. glandula submandibularis) је парна мешовита пљувачна жлезда која има претежно серозни карактер, односно лучи бистру, слабо вискозну пљувачку. Има неправилан облик, који се може упоредити са тространом призмом, и она скоро у целости испуњава коштано-мишићно-опнасту ложу (простор) испод доње вилице. Осим са зидовима ложе, она ступа у блиске односе и са суседним органима (лимфним судовима, венама, мишићима, нервима и другим пљувачним жлездама).
Систем одводних канала жлезде је добро развијен, а прелазне цеви су јој незнатно краће у поређењу са паротидном жлездом. Главни изводни канал се назива подвилични или Вартонов канал (лат. ductus submandibulare) и он полази из средине унутрашње стране жлезде. Дуг је 4-5 cm, пружа се унапред и унутра и заједно са XII кранијалним живцем улази у подјезични предео и завршава се на поду усне дупље. Ту се излива заједно са каналом подјезичне жлезде на врху carunculae sublingualis.
У инервацији ове, као и других великих пљувачних жлезда, учествује вегетативни нервни систем (симпатикус и парасимпатикус). Васкуларизација се остварује преко грана личне артерије, а венски судови су фацијална вена и вена пратиља хипоглосног живца.
Подвилична жлезда код људи ствара око 70% укупног волумена пљувачке, односно око 600-1000 ml у току целог дана. Због тога се код ње најчешће јавља каменац који може да блокира изводне канале. Каменац се често може уочити и на оралној страни доњих предњих зуба у чијој близини се налазе отвори канала подвиличне и подјезичне жлезде.